# اولتراها

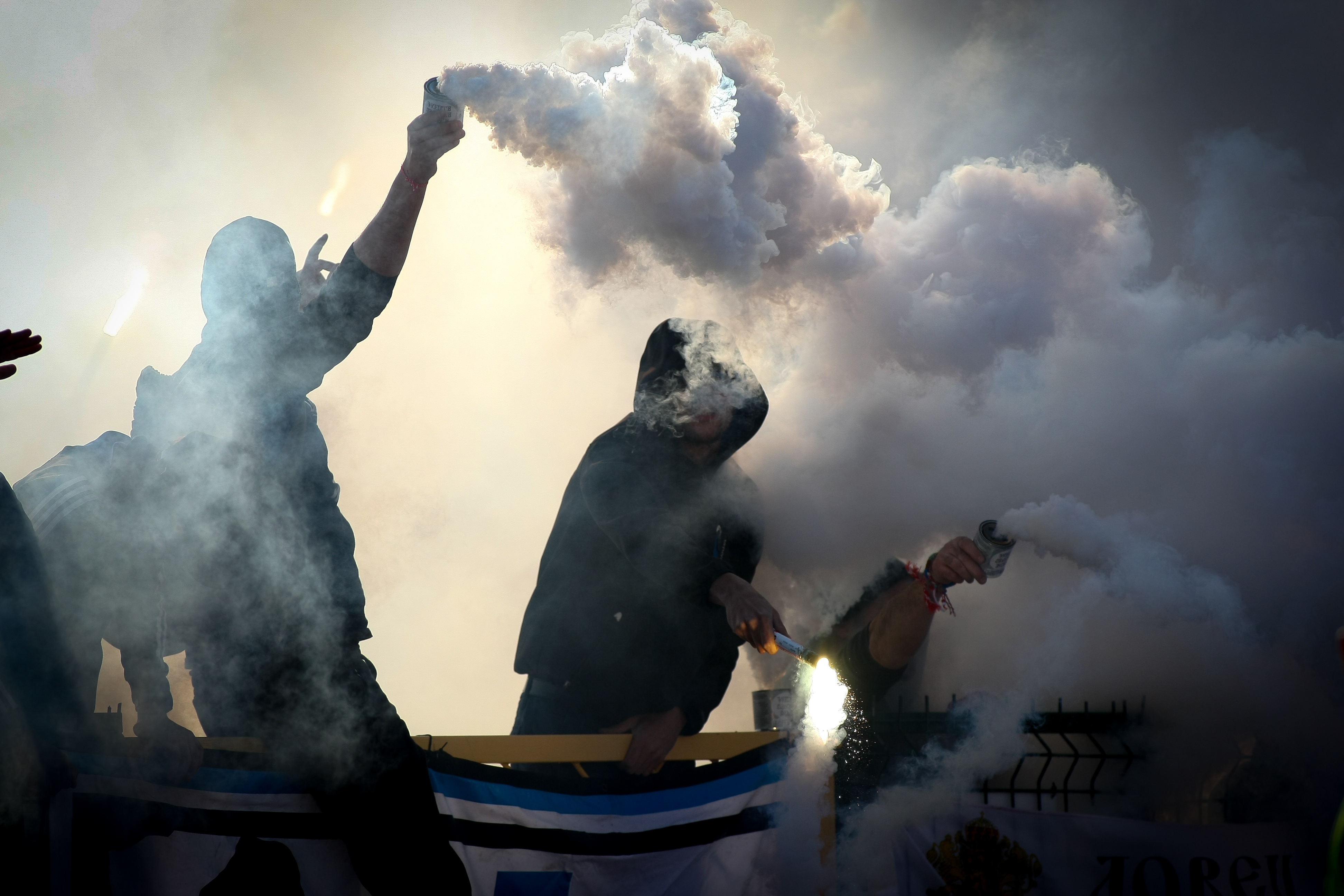
اولتراهای لفسکی صوفیه

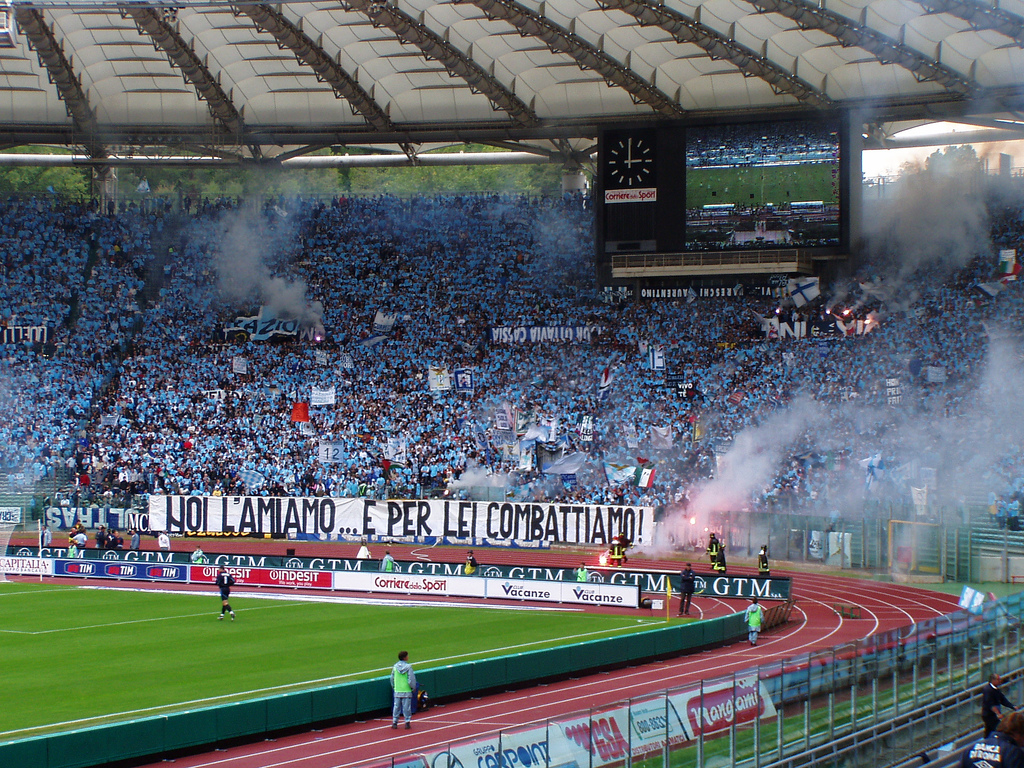
اولتراهای لاتزیو

اولتراها نوعی از طرفداران فوتبال هستند که به حمایت متعصبانه معروف هستند. کاربرد این اصطلاح در ایتالیا آغاز شد، اما امروزه در سراسر جهان برای توصیف طرفداران برجسته تیم‌های فوتبال مورد استفاده قرار می‌گیرد.
گرایش‌های رفتاری اولتراها شامل استفاده از عودهای آتش‌زا (عمدتاً در پایکوبی تیفوسی)، حمایت با صدای بلند در گروه‌های بزرگ و نمایش بنرها در استادیوم‌های فوتبال است که همه آنها برای ایجاد فضای حمایتی و تشویق تیم خود و ترساندن بازیکنان و طرفداران تیم حریف انجام می‌شوند. استفاده از نمایش نام‌ها و شعارها در استادیوم‌ها هم معمول است.
کارهای اولتراها گاهی شدید و افراطی هستند و ممکن است از ایدئولوژی‌های سیاسی یا دیدگاه‌های نژادپرستانه و از گستره وسیع نظری از ملی‌گرایی تا ضد فاشیسم تأثیر پذیرند. در بعضی موارد، این به نقطه ای می‌رسد که حمایت‌های پرشور و وفادارانه از یک تیم کم‌اهمیت‌تر از ایدئولوژی اصلی اولتراها می‌شود. در دهه‌های اخیر، این فرهنگ به نقطه کانونی برای جنبش علیه تجاری‌سازی ورزش و فوتبال تبدیل شده‌است.